# Fonds européen de stabilité financière
Le Fonds européen de stabilité financière (FESF) (en allemand, Europäische Finanzstabilisierungsfazilität (EFSF) ; en anglais, European Financial Stability Facility (EFSF)), communément appelé Fonds de secours européen, est un fonds de stabilisation, sous la forme d'un fonds commun de créances, approuvé par les 27 États membres de l'Union européenne le 9 mai 2010, alors que la Grèce avait obtenu son premier plan d'aide financière. Ce fonds a pour but de préserver la stabilité financière en Europe en fournissant une assistance financière aux États de la zone euro en difficulté économique. Le FESF a son siège à Luxembourg. La Banque européenne d'investissement fournit les services de gestion de trésorerie et la gestion administrative dans le cadre d'un contrat de service. Lundi 16 janvier 2012, à la suite de la dégradation de la note de la France et de l'Autriche, le FESF n'est plus noté AAA mais AA+ par l'agence Standard & Poor's.

## Création
Créé le 9 mai 2010, le FESF ne pouvait intervenir qu'après avoir été ratifié par des États signataires représentant 90 % du montant des garanties, ce seuil ayant été atteint le 4 août 2010. L'accord a été ratifié par les trois derniers États membres (Belgique, Slovénie et Slovaquie) début décembre 2010.
À la suite du sommet de l'eurogroupe du 11 mars 2011 réunissant les dirigeants des pays de la zone euro, un accord a été trouvé pour augmenter la capacité d'intervention effective du FESF à 440 milliards d'euros, grâce à une augmentation des garanties des États de la zone euro. Par ailleurs, depuis ce sommet, le FESF a le droit d'acheter de la dette primaire, c'est-à-dire nouvellement émise, des États.
Le jeudi 21 juillet 2011, les Européens ont décidé d'élargir le rôle du FESF : il pourra maintenant racheter des obligations d'État sur le marché secondaire, participer au sauvetage des banques en difficulté, prêter à des États en situation difficile. Son action est conditionnée à l'avis unanime des pays participants et de la Banque centrale européenne. Ces dispositions n'entreront en vigueur qu'après ratification par les parlements nationaux.
Les premières obligations du Fonds européen de stabilité financière ont été émises le 25 janvier 2011. Le FESF a placé ses premières obligations à cinq ans pour un montant de 5 milliards d'euros dans le cadre d'une aide financière commune UE / FMI à destination de l'Irlande. L'intérêt des investisseurs a été exceptionnellement fort, avec un carnet d'ordre de 44,5 milliards d'euros d'offres de souscriptions.
Si le FESF n'avait pas été activé, il aurait été clôture après trois ans, c'est-à-dire le 30 juin 2013. Le Fonds existera jusqu'à ce que la dernière obligation ait été entièrement remboursée. Ces deux fonds ont été remplacés le 1er juillet 2013 par le Mécanisme européen de stabilité.

## Fonctions
Initialement doté d'une capacité de 440 milliards d'euros, le FESF voit ses capacités démultipliées avec la possibilité de lever 1 000 milliards d'euros par l'émission d'obligations ou d'autres titres de créance sur le marché avec le soutien de l'Office de gestion de la dette allemande. Ces emprunts ont pour objectif de lever les fonds nécessaires au financement des prêts des États membres de la zone euro en difficultés financières et qui ne peuvent emprunter sur le marché des capitaux à des taux abordables.
Toute aide doit cependant être approuvée par une décision unanime du Conseil, et donc de tous les États membres de l'Eurogroupe. Les émissions d'obligations seraient soutenus par les garanties données par les États membres de la zone euro, en proportion de leurs parts versé au capital de la Banque centrale européenne (BCE).
La capacité de prêt de 440 milliards d'euros du FESF est complétée par le Mécanisme européen de stabilité financière qui peut octroyer jusqu'à 60 milliards d'euros (lequel dépend des fonds recueillis par la Commission européenne en utilisant le budget de l'Union en tant que garantie). De même, il peut aussi être complété par les apports du Fonds monétaire international (FMI) qui peuvent atteindre 250 milliards d'euros. La capacité de soutien s'élève alors à 750 milliards d'euros.

### Prêts
Le Fonds ne peut agir qu'après :
- la demande de soutien d'un état membre de la zone euro,
- la négociation d'un programme par l’État avec la Commission européenne et le FMI ce qui implique l'exigence de mesures d'assainissement budgétaire[22],
- l'accord de l'Eurogroupe,
- la signature d'un protocole d'accord.

Cela ne se produira que lorsque le pays est incapable d'emprunter sur les marchés à des taux acceptables.
Si un État membre de la zone euro fait une demande d'aide financière, il faudra trois à quatre semaines pour élaborer un programme de soutien, y compris l'envoi d'experts de la Commission, du FMI et de la BCE dans l’État en difficulté. Une fois l'approbation de l'Eurogroupe faite, le FESF aura besoin de plusieurs jours de travail pour lever les fonds nécessaires et distribuer le prêt.

### Engagements de garantie
Le tableau ci-dessous montre le niveau maximum actuel de garantie personnelle et solidaire donné au capital du FESF par les États de la zone euro. Les montants sont basés sur les pondérations du capital de la Banque centrale européenne. L'Union a demandé aux États de la zone euro d'approuver une augmentation de la garantie à 780 milliards d'euros. La majorité des risques de l'augmentation du capital d'origine des 440 milliards d'euros repose sur les États notés AAA. Les augmentations de garanties ont été approuvées par tous les États de la zone euro le 13 octobre 2011.
Le sauvetage de 110 milliards d'euros pour la Grèce en 2010 ne fait pas partie des garanties du FESF et n'est pas géré par celui-ci, mais par un engagement bilatéral séparé avec les États de la zone euro (à l'exception de la Slovaquie, qui y avait renoncé, et de l'Estonie, qui n'était pas dans la zone euro en 2010) et le FMI.
En plus du capital garanti (indiqué dans le tableau), l'accord élargi du FESF tient  les États garants pour responsable de tous les frais d'intérêt des obligations émises par le FESF, contrairement à la structure originale du FESF, élargissant considérablement le passif potentiel du contribuable.

## Direction
Klaus Regling a été nommé directeur général à la création du FESF en juin 2010. Auparavant, il était l'ancien directeur général aux affaires économiques et financières de la Commission, et avait aussi travaillé pour le Fonds monétaire international et le ministère des Finances allemand.
Le Conseil d'administration du FESF comprend les hauts représentants des seize membres de la zone euro, dont les sous-ministres ou secrétaires d'État ou généraux directeur du Trésor. La Commission européenne et la Banque centrale européenne peuvent chacun nommer un observateur au conseil d'administration du FESF. Le Président du Conseil est Thomas Wieser, qui est également président du Comité économique et financier de l'UE.
Bien qu'il n'y ait pas d'obligation légale de responsabilité devant le Parlement européen, le Fonds est prévu pour fonctionner en relation étroite avec les Commissions compétentes au sein de l'UE.

## Développement et mise en œuvre
Le 7 juin 2010, les États membres de la zone euro  ont chargé la Commission, le cas échéant en liaison avec la Banque centrale européenne, de :
- négocier et signer en leur nom, et après leur approbation, des protocoles d'accord relatifs à ce soutien ;
- leur fournir des propositions pour les accords sur les fonds de prêt qui seront signés avec le ou les État(s) membre(s) bénéficiaire(s) ;
- d'apprécier le respect de la conditionnalité prévue dans les protocoles d'entente ;
- apporter une contribution, de concert avec la Banque européenne d'investissement, pour poursuivre les discussions et les décisions de l'eurogroupe sur les questions liées au FESF et, dans une phase de transition, dans laquelle le Fonds européen de stabilité financière n'est pas encore pleinement opérationnel, sur le renforcement de ses capacités administratives et opérationnelles[28].

Le même jour, le Fonds européen de stabilité financière a été établi comme une société à responsabilité limitée de droit luxembourgeois (une société anonyme), à la tête de laquelle fut nommé Klaus Regling le 9 juin 2010. Il prit ses fonctions le 1er juillet 2010. Le fonds devint pleinement opérationnel le 4 août 2010.

### Notation
Le Fonds a pour but de faire en sorte que les agences de notation donnent la note AAA à ses obligations afin de les rendre éligibles pour les opérations de refinancement de la Banque centrale européenne (BCE). Il y parvint en septembre 2010 quand Fitch et Standard & Poor's lui donnèrent la note AAA et quand Moody's le nota Aaa, lui permettant de lever plus facilement des fonds. La perspective de notation a été qualifiée de stable. Cependant, à la suite de l'abaissement au début 2012 de plusieurs notes des États membres, et notamment de la France, par Standard & Poor's, l'agence abaisse également la note du FESF à un AA+.

### Sauvetage irlandais
L'Eurogroupe et le Conseil pour les affaires économiques et financières a décidé le 28 novembre 2010 d'accorder une aide financière en réponse à la demande des autorités irlandaises. Le paquet financier couvrira les besoins de financement jusqu'à 85 milliards d'euros. L'Union européenne fournira jusqu'à 22,5 milliards d'euros au travers du Mécanisme européen de stabilité financière et le FESF fournira jusqu'à 17,7 milliards d'euros de 2011 et 2012.
Les premières obligations du FESF ont été émises le 25 janvier 2011. Le FESF a placé ses obligations inaugurales à cinq ans pour un montant de 5 milliards d'euros dans le cadre du soutien financier UE/FMI convenu pour l'Irlande. La propagation des émissions a été fixée à mi-swap plus 6 points de base. Ceci implique des taux d'emprunt pour le FESF de 2,89 %. L'intérêt des investisseurs a été exceptionnellement fort, avec un carnet de commandes record de 44,5 milliards d'euros, soit environ neuf fois l'offre. La demande des investisseurs est venue du monde entier et de tous les types d'institutions. Le Fonds a choisi trois banques (Citibank, HSBC et la Société générale) pour organiser l'émission inaugurale de ses obligations.

## Critiques
Les plans du ministre des Finances allemand visant à exiger du parlement une forme de « pleins pouvoirs absolus » pour le FESF se sont heurtés à une forte résistance du président du parlement Norbert Lammert (CDU). Celui-ci a réagi en disant qu’il attendait de la décision du Tribunal constitutionnel fédéral de Karlsruhe, qui doit intervenir le 7 septembre, « qu’il sera clairement établi qu’une telle chose n'est pas possible sur les bases de la Loi fondamentale allemande ».
En septembre 2011, le  Tribunal constitutionnel fédéral valide la conformité constitutionnelle du mécanisme du fonds mais lie cette constitutionnalité au respect des droits du parlement. Il  rappelle en particulier que la commission du budget du parlement allemand  doit donner son accord sur toutes les garanties accordées par l'Allemagne. Un éventuel accord sur le FESF au conseil européen de Bruxelles devrait être soumis à la Commission du budget du parlement Allemand. Le parti Social-démocrate et les Verts veulent aller plus loin et veulent que le parlement allemand (le Bundestag) « discute des garanties apportées par l'Allemagne en session plénière »[réf. nécessaire]
Se basant sur un document secret du ministre des Finances, Handelsblatt écrit dans son édition du 24 août que Wolfgang Schäuble voulait «faire une entourloupe» au parlement allemand avec le plan de sauvetage de l’euro. Dans un document de 41 pages envoyé à seulement cinq personnalités politiques de très haut niveau et estampillé «strictement confidentiel», Schäuble décrit comment les prérogatives étendues du FESF devraient être établies en fonction des décisions prises le 21 juillet lors du sommet européen.

### Conditionnalités des aides
Olivier Delamarche, associé et gérant de Platinium Gestion, qui obtient l'information d'Olivier Crottaz déclare sur BFM Business à propos du FESF (dans l'émission Intégrale Bourse dont il est un invité régulier) le 11 octobre 2011 : « il a la possibilité d'agir juridiquement contre un pays qui ne payerait pas, il a le droit de demander n'importe quelle somme à un pays, qui doit s'exécuter dans les 7 jours ». En revanche ils se sont votés l'impunité, c'est-à-dire que l'article 24 dit : « on ne peut pas agir contre les décisions du FESF ».
Ceci explique en partie pourquoi début juillet 2012, le fonds est loin d'avoir atteint les objectifs de financement qui lui ont été donnés.
En effet à cette date, les souscriptions obligataires ont été émises au total, pour un volume voisin de 109 milliards d'euros à un taux moyen proche de 3 %. Dans le même temps, ont été émis des prêts vers l'Irlande et le Portugal, la Grèce pour un total voisin de 220 milliards d'euros à un taux voisin de 5 %. Une marge de plus 2 % est ainsi demandée aux pays financés, en échange de la garantie offerte par le fonds.
En effet les États qui auraient besoin de l'aide du fonds hésitent à faire appel à lui compte tenu de la « perte de souveraineté en matière de gouvernance économique » qui en résulterait.

### Soutenabilité des taux offerts et montants alloués
Les taux offerts par le fonds aux États, et bientôt aux banques, qui lui demanderont son aide sont en moyenne voisins de 5 %[source insuffisante]. Or de tels taux ne correspondent pas à des dettes soutenables, car ils supposeraient des taux de croissance du même ordre pour les pays soutenus (théorie dynamique de la dette). Mais la croissance moyenne de la zone Euro a été au cours de la période 2000-2010 de l'ordre de 1 %, tandis qu'en 2012, la zone est entrée en récession. Par ailleurs les montants alloués après l'avis rendu en septembre 2012, par la Cour Constitutionnelle allemande de Karlsruhe, semblent en pratique limités à 600 milliards d'euros, alors que les besoins pour les 3 ans à venir des GIIPS sont évalués à 3 000 milliards d'Euros[source insuffisante].

### Mode d'adjudication «à la Hollandaise»
Le mode de vente des obligations du fonds est le même que le mode Français basé sur le principe de l'adjudication à la hollandaise[source insuffisante], et était jusqu'ici pratiqué par la Bundesbank.
Or la procédure de désignation des établissements bancaires autorisés à enchérir n'est pas des plus transparente, et laisse ouverte la porte à de possibles phénomènes de collusion, susceptibles d'entretenir des ententes sur les cours.[source insuffisante]
Par exemple lors de la première émission obligataire du 25 janvier 2011, pour placer ses obligations à cinq ans pour un montant de 5 milliards d'euros, le carnet de commandes a atteint le record de 44,5 milliards d'euros, soit environ neuf fois l'offre. Le Fonds avait choisi seulement trois banques (Citibank, HSBC et la Société générale) pour organiser l'émission inaugurale de ses obligations. La situation où trois banques seulement sont autorisées à enchérir n'est pas celle d'un marché ouvert et concurrentiel, alors que plus de 500 institutions financières diverses étaient en réalité acheteuses. Or malgré un taux de couverture (offre/demande) de 9, le taux obligataire obtenu a été de 2,89 %, quasi identique aux taux Allemands. Cette enchère particulière montre que mécanisme d'enchères n'a pas été particulièrement efficient, pour le FESF[pas clair][réf. nécessaire].

## Compléments